# Kodak Black
Bill Kahan Kapri, artistnamn Kodak Black , född Dieuson Octave 11 juni 1997, är en amerikansk rappare från Florida.
Donald Trump benådade Kodak Black under sin sista dag som president.